# Råtjärnen (Sorsele socken, Lappland, 726980-153639)
Råtjärnen är en sjö i Sorsele kommun i Lappland och ingår i Umeälvens huvudavrinningsområde. Sjön har en area på 0,066 kvadratkilometer och ligger 621,9 meter över havet. Råtjärnen ligger i Vindelfjällen Natura 2000-område.

## Delavrinningsområde
Råtjärnen ingår i det delavrinningsområde (726927-153446) som SMHI kallar för Utloppet av Stor-Danasjön. Medelhöjden är 613 meter över havet och ytan är 14,57 kvadratkilometer. Det finns ett avrinningsområde uppströms, och räknas det in blir den ackumulerade arean 63,65 kvadratkilometer. Gardsjöbäcken (Danabäcken) som avvattnar avrinningsområdet har biflödesordning 2, vilket innebär att vattnet flödar genom totalt 2 vattendrag innan det når havet efter 322 kilometer. Avrinningsområdet består mestadels av skog (78 procent). Avrinningsområdet har 1,52 kvadratkilometer vattenytor vilket ger det en sjöprocent på 10,4 procent.